# Teilchenschauer
Ein Teilchenschauer oder Kaskadenschauer ist in der Teilchenphysik eine Kaskade von sekundären Teilchen, die entstehen, wenn ein hochenergetisches Teilchen mit dichter Materie kollidiert. Das eintreffende Teilchen erzeugt bei der Wechselwirkung neue Teilchen mit geringerer Energie. Die neuen Teilchen wechselwirken in ähnlicher Weise, bis bei dem Vorgang mehrere Tausend, Millionen oder gar Milliarden von niedrigenergetischen Teilchen erzeugt wurden. Diese werden von der umgebenden Materie abgebremst und absorbiert.
Ebenfalls bei einem hypothetischen Micro Black Hole treten Teilchenschauer auf. Diese wären isotroper verteilt und daher von Teilchenschaueren durch Kollisionen hochenergetischer Teilchen unterscheidbar.
Die Astronomie versteht unter Teilchenschauer auch einen Meteorstrom.

## Schauertypen

Der Beginn eines elektromagnetischen Schauers

Es gibt zwei Grundtypen von Teilchenschauern. Elektromagnetische Schauer werden durch Teilchen erzeugt, die hauptsächlich oder ausschließlich durch die elektromagnetischen Kräfte wechselwirken. Dies sind normalerweise Photonen oder Elektronen. Hadronische Schauer werden durch Hadronen erzeugt. Dies sind z. B. Nukleonen und andere Teilchen, die aus Quarks bestehen. Sie wechselwirken größtenteils durch die Starke Kernkraft.
Ein elektromagnetischer Schauer beginnt, wenn ein hochenergetisches Elektron oder Photon in ein Material eintritt. Bei hoher Energie wechselwirken Photonen primär über Paarproduktion; d. h., sie wandeln sich in Elektron-Positron-Paare um, während sie ihren Impuls an Atomkerne oder Elektronen des Materials abgeben. Hochenergetische Elektronen und Positronen erzeugen hauptsächlich Photonen (Bremsstrahlung). Diese beiden Vorgänge setzen sich abwechselnd fort, bis die verbleibenden Teilchen genügend kleine Energie haben. Elektronen und Photonen verlieren dann ihre übrige Energie durch Streuung, bis sie von Atomen absorbiert werden.
Ein Hadronischer Schauer wird durch ein hochenergetisches Hadron erzeugt, wie z. B. ein Nukleon, ein Pion oder ein Atomkern. Solche Teilchen haben elektrische Ladung und erzeugen daher Schauer, die teilweise elektromagnetisch sind. Aber sie wechselwirken auch mit den Atomkernen über die starke Kernkraft. Dabei entstehen meist mehrere Hadronen mit niedrigerer Energie. Dies wiederholt sich wie beim elektromagnetischen Schauer, bis alle Teilchen gebremst oder im Material absorbiert sind.

## Beispiele
Kosmische Strahlen treffen ständig die Erdatmosphäre. Dabei erzeugen sie innerhalb der Atmosphäre Schauer. Durch diese Luftschauer wurden die ersten Myonen und Pionen experimentell nachgewiesen. Sie werden bis heute bei einigen Experimenten als Beobachtungsmittel verwendet, um ultrahochenergetische kosmische Strahlen (siehe GZK-Cutoff) zu beobachten. Einige Experimente, wie das Pierre-Auger-Observatorium, beobachten dazu die sichtbare atmosphärische Fluoreszenz, die bei der höchsten Intensität des Schauers entsteht, und/oder die Überreste eines Schauers in Szintillationsdetektoren am Boden.
In Teilchendetektoren bei Hochenergie-Teilchenbeschleunigern ermittelt ein Gerät namens Kalorimeter die Energie von Teilchen dadurch, dass Teilchenschauer entstehen und dann deren Energie gemessen wird.
Viele große Detektoren haben sowohl ein elektromagnetisches Kalorimeter als auch ein hadronisches Kalorimeter. Jeder Typ wurde speziell für die Erzeugung und Messung der Energie des entsprechenden Schauertyps entworfen.